# SAGE Publications

Logo

SAGE Publications ist ein unabhängiger Wissenschafts-Verlag in den Vereinigten Staaten. Er verlegt eine Reihe wissenschaftlicher Fachjournale, u. a. das Multiple Sclerosis Journal, Administrative Science Quarterly und die American Sociological Review. 
Eine weitere wichtige Abteilung ist CQ Press in Washington, DC, welche speziell Bücher, Verzeichnisse, Zeitschriften und elektronische Produkte über die amerikanische Regierung und ihre Politik, insbesondere aus den Bereichen internationaler Angelegenheiten veröffentlicht. Darüber hinaus gibt die CQ Press College Publishing Group politikwissenschaftliche Lehrbücher zu öffentlicher Verwaltung, internationale Studien, Journalismus und Massenkommunikation heraus. Der Schwerpunkt liegt dabei auf der US-Regierung und dem Weltgeschehen. Ein besonderes Werk sind die Personalverzeichnisse der CQ Press Professional Division. Diese laufend aktuell gehaltenen Verzeichnisse beinhalten biografische und Kontaktdaten aller Personen, die in Bundes-, Kongress- und Justizbüros arbeiten, als auch maßgebliche und umfassende Kontaktinformationen über die Bundesregierung. 
SAGE wurde 1965 von Sara Miller McCune in New York gegründet und hat heute mehr als 1.000 Mitarbeiter in seinen Niederlassungen in Los Angeles, London, New Delhi, Singapur und Washington D.C. Das Verlagsprogramm weist über 650 Journale und über 800 verlegte Bücher auf. SAGE verlegt Veröffentlichungen aus den Bereichen Sozial- und Geisteswissenschaft (Social Sciences & Humanities), Materialwissenschaft und Werkstofftechnik (Materials Science & Engineering), Biowissenschaften und Biomedizin (Life & Biomedical Sciences) und Gesundheitswissenschaften (Health Sciences).
2012 wurde SAGE vom Independent Publishers Guild als „Academic and Professional Publisher of the Year“ ausgezeichnet.